# Pareques fuscovittatus
Pareques fuscovittatus is een  straalvinnige vissensoort uit de familie van ombervissen (Sciaenidae). De wetenschappelijke naam van de soort is voor het eerst geldig gepubliceerd in 1912 door Kendall & Radcliffe.
De soort staat op de Rode Lijst van de IUCN als niet bedreigd, beoordelingsjaar 2007.